# Sacred Hearts Club
Sacred Hearts Club é o terceiro álbum de estúdio da banda indie pop americana Foster the People, lançado em 21 de julho de 2017, pela Columbia Records. O álbum foi precedido pelo EP "III", que é composta por três faixas do álbum. Partindo do som orgânico e acústico do álbum anterior de 2014, ele se baseia em gêneros de soul, dança e eletrônicos, mantendo seu som indie pop exclusivo. As letras abordam temas de amor, política, fama e juventude e, assim como os álbuns anteriores, muitas vezes divergem da produção musical otimista. Este também é seu primeiro álbum de estúdio a apresentar os músicos de longa data Isom Innis e Sean Cimino como membros oficiais. Ele recebeu críticas principalmente mistas após o lançamento, com muitos críticos elogiando a experimentação e não gostando da falta de consistência musical do álbum. Apesar da recepção mista, o single "Sit Next to Me" alcançou o número 42 na Billboard Hot 100 e vendeu mais de dois milhões de cópias na América do Norte.

## Lista de faixas
| Numero         | Título                   | Composição/Produção                                                                                       | Duração |
| -------------- | ------------------------ | --- | ------- |
| 1.             | "Pay the Man"            | Mark Foster, Mark Pontius, Isom Innis, Josh Abraham, Oliver Goldstein, Justin Mohrle, Keinan Abdi Warsame | 3:53    |
| 2.             | "Doing It for the Money" | Foster, Innis, Adam Schmalholz, Ryan Tedder                                                               | 3:46    |
| 3.             | "Sit Next to Me"         | Foster, Abraham, Lars Stalfors, Johnny Newman, Goldstein                                                  | 4:03    |
| 4.             | "SHC"                    | Foster, Innis, Pontius                                                                                    | 4:16    |
| 5.             | "I Love My Friends"      | Foster, Innis, Abraham, Goldstein                                                                         | 3:45    |
| 6.             | "Orange Dream"           | Innis | 1:20    |
| 7.             | "Static Space Lover"     | Foster, Innis, Jena Malone, Patrik Berger                                                                 | 4:00    |
| 8.             | "Lotus Eater"            | Foster, Innis                                                                                             | 3:02    |
| 9.             | "Time to Get Closer"     | Foster, Innis                                                                                             | 0:57    |
| 10.            | "Loyal Like Sid & Nancy" | Foster, Innis                                                                                             | 4:40    |
| 11.            | "Harden the Paint"       | Foster, John Hill, KNA, Frans Mernick                                                                     | 3:54    |
| 12.            | "III"                    | Foster, Innis                                                                                             | 4:09    |
| Duração Total: | Duração Total:           | Duração Total:                                                                                            | 41:37   |

## Recepção
A banda começou a promover novas músicas após uma extensa turnê em apoio ao seu segundo álbum de estúdio, Supermodel (2014), no final de 2016. Durante as sessões de gravação, Foster descreveu o acordar todos os dias e testemunhar tragédias, eventos traumáticos e escândalos políticos nas notícias. ; alegando que a banda procurou criar um álbum de alegria em meio ao caos dos eventos atuais. A banda apresentou três músicas novas, intituladas "Pay the Man", "Lotus Eater" e "Doing for the Money", no Rocking the Daisies Music Festival, anunciando que lançariam seu terceiro álbum de estúdio. Em 5 de abril de 2017, a banda anunciou uma turnê de verão na América do Norte em apoio ao álbum.
A banda lançou as três faixas no EP "III" em 27 de abril de 2017. É composta por três faixas novas, "Pay the Man", "Doing It for the Money" e "SHC", que aparecem no álbum. Cada música foi acompanhada de um videoclipe visual disponibilizado no canal oficial da banda, Vevo. O Sacred Hearts Club foi formalmente anunciado em 13 de junho de 2017, com a estréia de um pequeno documentário online que revela o título e a data de lançamento do álbum.